# وثوق‌آباد
وثوق‌آباد ، روستایی از توابع بخش مرکزی شهرستان قزوین در استان قزوین ایران است.

## جمعیت
این روستا در دهستان اقبال شرقی قرار دارد و براساس سرشماری مرکز آمار ایران در سال ۱۳۸۵، جمعیت آن ۴۵۲ نفر (۱۱۳خانوار) بوده‌است.

## افراد سرشناس
یکی از افراد سرشناس که زاده این دهستان می باشد آقای امیرحسین محمودی نوازنده چیره دست ویولون و رهبر ارکستر فریدون آسرایی خواننده مشهور کشور می باشد.